# Tobermory (distillerie)
La distillerie Tobermory est située dans le village du même nom sur l'île de Mull, dans les Hébrides intérieures écossaises.

## Historique

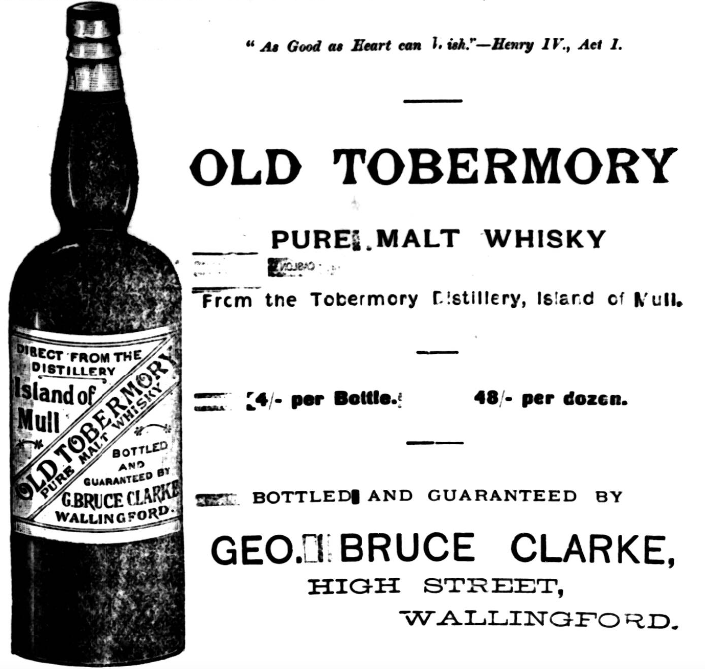
Publicité pour un whisky issu de la distillerie Tobermory (1903).

Fondée en 1798, la petite distillerie Tobermory est la seule de l'île. Elle ferme ses portes pour la première fois en 1826, et reprendra son activité par courtes périodes jusqu'au milieu du XXe siècle, handicapée par son éloignement (charbon et orge doivent être importés par bateau des Highlands ou des îles voisines). Elle rouvrira brièvement par deux fois dans les années 1970. Elle distille à nouveau régulièrement depuis 1990, et en 1993 elle est rachetée par le groupe écossais Burn Stewart.

## Whiskies
La distillerie a produit au cours de son histoire des whiskies sous deux étiquettes, selon une logique parfois difficile à appréhender : Tobermory et Ledaig.
Aujourd'hui, elle embouteille sous l'étiquette Tobermory un single malt vieilli au moins 10 ans, floral et épicé. Elle produit également un autre single malt sous le label Ledaig, l'ancien nom du village et que l'établissement a également porté, qui se décline en plusieurs versions selon le vieillissement (15 ou 20 ans) et le type de fûts dans lequel il a été vieilli. Celui-là est plus tourbeux car à base de malt provenant de Port Ellen sur Islay.

### Production de la marque
- Tobermory 10 ans 46,3 %
- Tobermory 15 ans 46,3 %
- Ledaig 10 ans 46,3 %
- Ledaig Original 42 %
- Ledaig Sherry Finish 42 %
- Ledaig Port Finish 43 %

### Embouteillages indépendants
- Tobermory 1995 46 % par Murray McDavid
- Ledaig 13 ans 1993 43 % par Signatory Vintage
- Ledaig 30 ans 1974 Cask Strength Collection 55,2 % par Signatory Vintage
- Ledaig 12 ans, 43 % par Gordon & MacPail[1]